# Grete De Francesco
Grete De Francesco, geboren als Margarethe Weissenstein (Wenen (Oostenrijk-Hongarije), 5 november 1893 – Ravensbrück, 1945) was een Duitstalige schrijfster. Haar boek Die Macht des Charlatans uit 1937 geldt internationaal als het wetenschappelijke standaard- en naslagwerk op het gebied van 'charlatanisme'. In 1939 verscheen een Engelse vertaling, die later opnieuw is uitgebracht. In de jaren dertig schreef De Francesco een groot aantal culturele essays over grensgebieden van de geneeskunde voor het interne tijdschrift van de in Bazel gevestigde Ciba Group.

## Levensloop

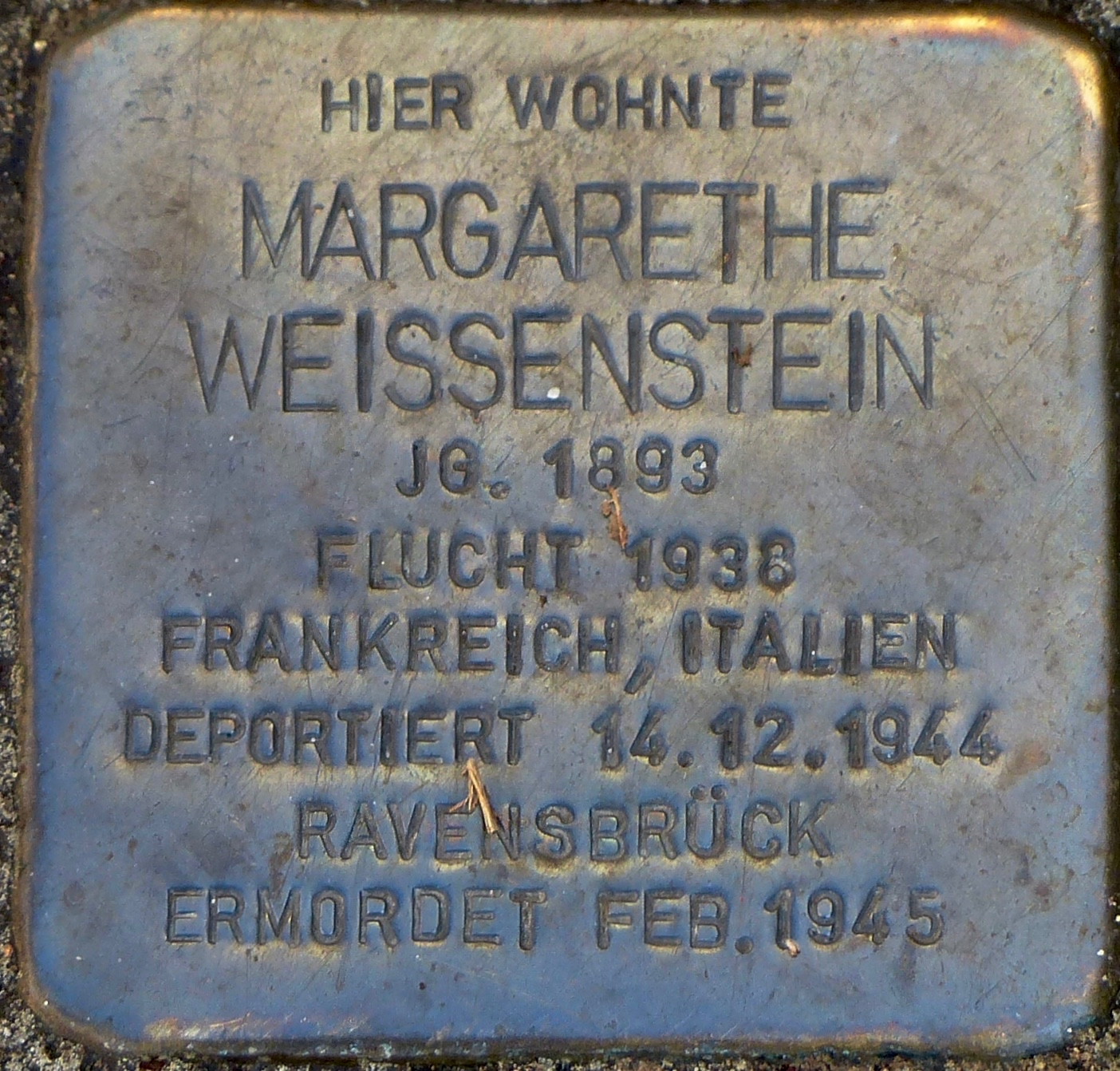
Stolperstein in Salzburg

Margarethe Weissenstein was de oudste van drie dochters van het Joodse echtpaar Else en Emanuel Weissenstein. Haar vader was algemeen directeur van een jutefabriek met vestigingen in Wenen en Boedapest. Ze studeerde in München, trouwde met Giulio De Francesco, een ingenieur uit Rovereto in Zuid-Tirol. Ze woonde aanvankelijk met hem in Milaan en vanaf het midden van de jaren twintig in Berlijn. Daar publiceerde ze in 1931 haar proefschrift Das Gesicht des italienischen Faschismus, als eerste vrouw die in Duitsland promoveerde in de politieke wetenschappen.
Ze schreef voor de Frankfurter Zeitung en had contact met Walter Benjamin, Ernst Bloch, Siegfried Kracauer, Karl Mannheim en Albert Salomon. In 1932 maakte ze korte tijd deel uit van de redactie, waarna ze als freelancer artikelen voor de krant bleef schrijven, soms onder het pseudoniem Anton Pacher. Vanaf 1933 pendelde ze permanent heen en weer tussen Wenen, Praag, Parijs, Bazel, Zürich en Milaan, dat sinds september 1943 onder Duitse bezetting stond. 
Uit vrees dat haar Joodse achtergrond zou worden verraden zocht ze haar toevlucht in bergdorpen in Noord-Italië. Ze verborg zich ook enkele maanden in een psychiatrische kliniek voor vrouwen, maar keerde daarna terug naar haar appartement in Milaan, waar ze op 24 oktober 1944 door de SS werd opgepakt en afgevoerd. Ze werd op 14 december 1944 via het doorgangskamp te Bolzano gedeporteerd naar het concentratiekamp Ravensbrück, waar ze waarschijnlijk in februari 1945 werd vermoord.
In 2015 werd voor de deur van haar vroegere woning in Salzburg een Stolperstein geplaatst.